# Oltișoru
Oltișoru – wieś w Rumunii, w okręgu Aluta, w gminie Găneasa. W 2011 roku liczyła 358 mieszkańców.